# Daniel Congré
Daniel Congré, född 5 april 1985, är en fransk tidigare fotbollsspelare.

## Karriär
Congré började spela fotboll i Quint-Fonsegrives. Som 11-åring gick han till Toulouse. I november 2004 gjorde Congré sin A-lagsdebut i en match mot Rennes, där han blev inbytt i halvlek.
Den 20 juni 2012 värvades Congré av Montpellier. Den 5 juli 2021 värvades Congré av Ligue 2-klubben Dijon, där han skrev på ett tvåårskontrakt. I juli 2023 förlängde Congré sitt kontrakt med ett år samt med en option på ytterligare ett år.